# هانورتن (اوهایو)
هانورتن (به انگلیسی: Hanoverton) یک روستا در ایالات متحده آمریکا است که در شهرستان کلمبیانا، اوهایو واقع شده‌است. هانورتن ۱٫۸۱ کیلومتر مربع مساحت و ۴۰۸ نفر جمعیت دارد و ۳۴۴ متر بالاتر از سطح دریا واقع شده‌است.